# Оператор (фільм)
Оператор (англ. The Operator) — американський фільм 1999 року

## Сюжет
Гері Вілен — процвітаючий адвокат, якого любить дружина, його кар'єра так само стрімка, як його дорога автівка, а проблеми з незліченними коханками і гральними боргами він скоро вирішить без турбот. Всі плани Гері раптово руйнуються, коли в розпал невдалого дня він зриває злість на операторі телефонного зв'язку. З цього моменту таємнича незнайомка перетворює його щасливе життя на кошмар. Маючи доступ до всієї інформації про Гері, могутня Шива клянеться перевернути його світ. І тільки пізнавши весь жах свого теперішнього становища, самовпевнений егоїст і брехун розуміє, що тепер його майбутнє в руках невидимого оператора.

## У ролях
- Майкл Лоуренс — Гері Вілен
- Стівен Тоболовскі — Док
- Брайон Джеймс — Вернон Вудс
- Бред Ліланд — чоловік
- Жаклін Кім — оператор
- Лорі Херінг — Крісті
- Кріста Міллер — Дженіс Віленд
- Бетані Райт — домогосподарка
- Харі Пейтон — підліток 1
- Лілас Лейн — Робін, ресепшн
- Джордж Руссо — Том Гамбузза
- Лі Стрінгер — Арті
- Мелоді Джонс — Ширлі
- Елберт Льюїс — містер Джексон
- Гері Грейвс — співробітник Дока
- Тарік Влаун — підліток 2
- Мелінда Ренна — суддя
- Стів Руге — Сетон
- Джон Бізлі — преподобний Джеймс
- Пол Пендер — продавець автомобілів
- Дрю Снайдер — Річард Блекберн